# Estación Alpujarra (Metro de Medellín)
La Estación Alpujarra es la duodécima estación de la línea A del Metro de Medellín de norte a sur. Se encuentra en el centro del municipio de Medellín y es aledaña al Centro Administrativo La Alpujarra, del que recibe su nombre, así como al Edificio Inteligente, el Museo Interactivo, el Parque de los Pies Descalzos, el Teatro Metropolitano la Biblioteca EPM, y la Plaza de Cisneros.
La estación es contigua a la Avenida San Juan, una vía que atraviesa la ciudad del centro oriente al centro occidente y que facilita el acceso desde Buenos Aires al oriente con La América al occidente. Está además sobre la Avenida Bolívar, que conduce del centro de la ciudad a la Autopista Sur que se dirige al suroccidente del país.
Alpujarra cuenta con una longitud de 144.38 metros y un ancho de 4 metros. Posee 577.52 m2 de área total y al día recibe 10 000 usuarios del sistema.

## Diagrama de la estación
| NIVEL 2   |                                                       |           |                  |
|           | Plataforma lateral, las puertas se abren a la derecha |           |                  |
| Occidente | ← hacia Estación San Antonio (Estación Niquía)        | Oriente   |                  |
| Occidente | → hacia Estación Exposiciones (Estación La Estrella)  | Oriente   |                  |
|           | Plataforma lateral, las puertas se abren a la derecha |           |                  |
|           |                                                       |           |                  |
|           |                                                       | Entrepiso |                  |
| SUELO     | Salida / Entrada                                      |           | Salida / Entrada |

## Horario
| Horarios de estación                  | Lunes a viernes | Sábado | Domingo y festivos |
| ------------------------------------- | --------------- | ------ | ------------------ |
| Primer tren con dirección Niquía      | 04:35           | 04:35  | 05:05              |
| Primer tren con dirección La Estrella | 04:29           | 04:29  | 05:00              |
| Último tren con dirección Niquía      | 23:02           | 23:02  | 22:19              |
| Último tren con dirección La Estrella | 23:02           | 23:02  | 22:21              |

## Rutas integradas
| RUTA   | NOMBRE                |
| ------ | --------------------- |
| C6-010 | Villatina - Alpujarra |

## Zonas de interés
- Área Metropolitana
- Centro Administrativo La Alpujarra
- Cooperativa de ahorro y crédito COOTRAMED
- Edificio Carré
- Edificio Inteligente de las Empresas Públicas de Medellín
- Edificio Vásquez
- Parque de los Pies Descalzos
- Plaza de la Libertad
- Plaza Mayor
- Salón Málaga
- Teleantioquia